# Лондонські Ірландці (телесеріал)
«Лондонські Ірландці» — британський комедійний телесеріал, вперше показаний у 2013 році на каналі Channel 4.

## Головні герої

### Брона
Любить випити, брутальна та дуже емоційна. Брат Конор, якого вона, як каже «ненавидить», але насправді дуже його любить та бажає йому тільки добра.

### Конор
Бовдур та несерйозний персонаж. Любить випити, як і усі інші персонажі серіалу. Брат Брони.

### Пекі
Найсерйозніший персонаж цього серіалу. Постійно залицяється до дівчат.

### Неів
Найтупіша з усіх своїх друзів. Постійно залицяється до хлопців, але не завжди успішно. Але найкращі її риси — питати прямо і не боятися за наслідки.